# Sergej Semak
Sergej Bogdanovitsj Semak (Russisch: Сергей Богданович Семак, Oekraïens: Сергій Богданович Семак) (Sytsjanskoje (Oblast Loehansk) - 27 februari 1976) is een in de Sovjet-Unie geboren Russisch voetbalcoach en voormalig betaald voetballer die doorgaans op het middenveld speelde.

## Carrière
Semaks voetbalcarrière begon in 1992 bij Presnja Moskou. Na één seizoen ging hij naar Karelia Petrozavodsk, om na één seizoen terug te keren en twee seizoenen voor Presnja Moskou te spelen. Bij CSKA Moskou speelde hij vervolgens elf seizoenen achter elkaar.
Semak behoorde tot de Russische nationale selectie tijdens onder meer het WK 2002. Hij verloor zijn basisplaats toen Guus Hiddink in 2006 bondscoach werd, maar werd voor de EK 2008-kwalificatie weer opgeroepen. Op het EK 2008 was hij aanvoerder van het Russisch voetbalelftal.

## Cluboverzicht
| Seizoen     | Club                  | Competitie       | Wedstrijden | Goals |
| ----------- | --------------------- | ---------------- | ----------- | ----- |
| 1992        | Presnja Moskva        | 3e Liga          | 19          | 4     |
| 1992        | Karelia Petrozavodsk  | 4e Liga          | 3           | 0     |
| 1993        | Presnja Moskva        | Vlag van Rusland | 8           | 1     |
| 1994        | Presnja Moskva        | Vlag van Rusland | 5           | 1     |
| 1994        | CSKA Moskou           | Premjer-Liga     | 13          | 2     |
| 1995        | CSKA Moskou           | Premjer-Liga     | 22          | 4     |
| 1996        | CSKA Moskou           | Premjer-Liga     | 31          | 6     |
| 1997        | CSKA Moskou           | Premjer-Liga     | 32          | 5     |
| 1998        | CSKA Moskou           | Premjer-Liga     | 29          | 9     |
| 1999        | CSKA Moskou           | Premjer-Liga     | 29          | 12    |
| 2000        | CSKA Moskou           | Premjer-Liga     | 30          | 8     |
| 2001        | CSKA Moskou           | Premjer-Liga     | 26          | 5     |
| 2002        | CSKA Moskou           | Premjer-Liga     | 23          | 6     |
| 2003        | CSKA Moskou           | Premjer-Liga     | 24          | 7     |
| 2004        | CSKA Moskou           | Premjer-Liga     | 30          | 5     |
| 2004/05     | Paris Saint-Germain   | Ligue 1          | 13          | 1     |
| 2005/06     | Paris Saint-Germain   | Ligue 1          | 13          | 0     |
| 2006        | FK Moskou             | Premjer-Liga     | 35          | 7     |
| 2007        | FK Moskou             | Premjer-Liga     | 29          | 5     |
| 2008        | Roebin Kazan          | Premjer-Liga     | 11          |       |
| 2009/10     | Zenit Sint-Petersburg | Premjer-Liga     | ?           | ?     |
| 2010/11     | Zenit Sint-Petersburg | Premjer-Liga     | ?           | ?     |
| Bijgewerkt: | 29 juni 2011          | Totaal           | 425         | 92    |

## Erelijst
- Kampioen van Rusland: CSKA Moskou in 2003, Roebin Kazan in 2008
- Winnaar van de Beker van Rusland met CSKA Moskou in 2002 en 2005
- Winnaar van de UEFA Cup met CSKA Moskou in 2004/05